# Rouvres-sur-Aube
 Rouvres-sur-Aube  es una población y comuna francesa, en la región de Champaña-Ardenas, departamento de Alto Marne, en el distrito de Langres y cantón de Auverive.

## Demografía
| 205 | 218 | 163 | 131 | 106 | 102 |
| Para los censos de 1962 a 1999 la población legal corresponde a la población sin duplicidades (Fuente: INSEE [Consultar]) |     |     |     |     |     |